# Hardinsburg (Kentucky)
Hardinsburg település az Amerikai Egyesült Államok Kentucky államában, Breckinridge megyében, melynek megyeszékhelye. Lakosainak száma 2385 fő (2020. április 1.).

## Népesség
A település népességének változása:

| 2010 | 2 343 |
| 2020 | 2 385 |